# Alicia Goranson
Alicia Goranson (Alicia Linda Goranson) alias « Lecy Goranson » est une actrice américaine née le 22 juin 1974 à Evanston, en Illinois (États-Unis).

## Filmographie
- 1988 : Roseanne
- 1995 : Le Patchwork de la vie (How to Make an American Quilt) : Hy, jeune
- 1999 : Boys Don't Cry : Candace
- 2004 : Death 4 Told : Joyce (segment The Psychic)
- 2004 : New York, unité spéciale (Law & Order: Special Victims Unit) : Rosalin Silvo (saison 5, épisode 24)
- 2005 : Love, Ludlow : Myra
- 2008 : Fringe : Samantha Gillmore (S01E15)